# 김시형 (1968년)
김시형(金時炯, 부산광역시 ~ )는 대한민국의 정치인이다. 제7·8대 부산광역시 중구의원을 지냈다.

## 학력
- 동신국민학교 졸업
- 대신중학교 졸업
- 동아고등학교 졸업
- 한국방송통신대학교 경영학과 학사 졸업

### 비학위 수료
- 부산대학교 경영대학원 경영학과 석사 졸업
- 부산대학교 대학원 경영학과 박사 과정 수료

## 경력
- 공인행정사
- 1992.03 ~ 1999.07 대한민국 해군 소령
- 국회의원 한명숙 지역정책특별보좌역
- 한국노인인력개발원 강사
- 사회적기업가육성사업 전문멘토
- 노무현재단 부산지역위원회 연구위원
- 해군학사장교동우회 부산지회 사무국장
- 한국노인인력개발원 초빙교수
- 사회적기업육성사업 창업멘토
- 고려평생교육원 전임교수
- 제18대 대통령 선거 문재인 후보 조직팀장
- 소상공인진흥원 공인컨설턴트
- 한국산업인력공단 교육훈련과정 심사위원
- 민주당 부산시당 부대변인
- 더불어민주당 부산광역시 광역·기초의원협의회 회장
- 2014.07 ~ 2018.06 부산광역시 중구회의 의원
- 2014.07 ~ 2016.06 제7대 부산광역시 중구의회 전반기 복지도시위원회 위원장
- 2016.07 ~ 2018.06 제7대 부산광역시 중구의회 후반기 부의장
- 2016.07 ~ 2018.06 제7대 부산광역시 중구의회 후반기 운영자치위원회 위원
- 2016.07 ~ 2018.06 제7대 부산광역시 중구의회 후반기 복지도시위원회 위원
- 2017.06 ~ 2018.06 제7대 부산광역시 중구의회 후반기 원도심통합저지대책특별위원장
- 2015.07 ~ 2016.07 더불어민주당 안보특별위원회 부위원장
- 2016.06 ~ 더불어민주당 부산시당 지방의원협의회장
- 2018.07 ~ 2022.06 제8대 부산광역시 중구의회 의원
- 2018.07 ~ 2020.07 제8대 부산광역시 중구의회 전반기 운영자치위원회 위원
- 2018.07 ~ 2020.07 제8대 부산광역시 중구의회 전반기 복지도시위원회 위원
- 2018.07 ~ 2020.07 제8대 부산광역시 중구의회 전반기 예산결산특별위원회 위원
- 2019.10 ~ 2019.10 제8대 부산광역시 중구의회 행정사무감사 특별위원회 위원장
- 2020.07 ~ 2022.06 제8대 부산광역시 중구의회 후반기 운영자치위원회 위원
- 2020.07 ~ 2022.06 제8대 부산광역시 중구의회 후반기 복지도시위원회 위원
- 2020.07 ~ 2022.06 제8대 부산광역시 중구의회 후반기 예산결산특별위원회 위원장

## 수상
- 2016 지방의정봉사상
- 2017 대한민국 지방의회 의정대상
- 2017 대한민국 신지식인 공무원 정치 N.G.O분야
- 2017 2016 지방의원 매니페스토 약속대상
- 2017 지방의원 매니페스토 약속대상 좋은조례분야 최우수상
- 2017 부산장애인인권포럼 장애인정책 우수의원 조례제정상
- 2018 한국지방자치학회 우수조례 개인부문 장려상
- 2019 한국지방자치학회 우수조례 개인부문 대상

## 역대 선거 결과
|  | 16.54% |

|  | 21.37% |

|  | 39.78% |

|  | 18.11% |